# 德拉瓦國家公園
53°08′N 15°27′E / 53.13°N 15.45°E

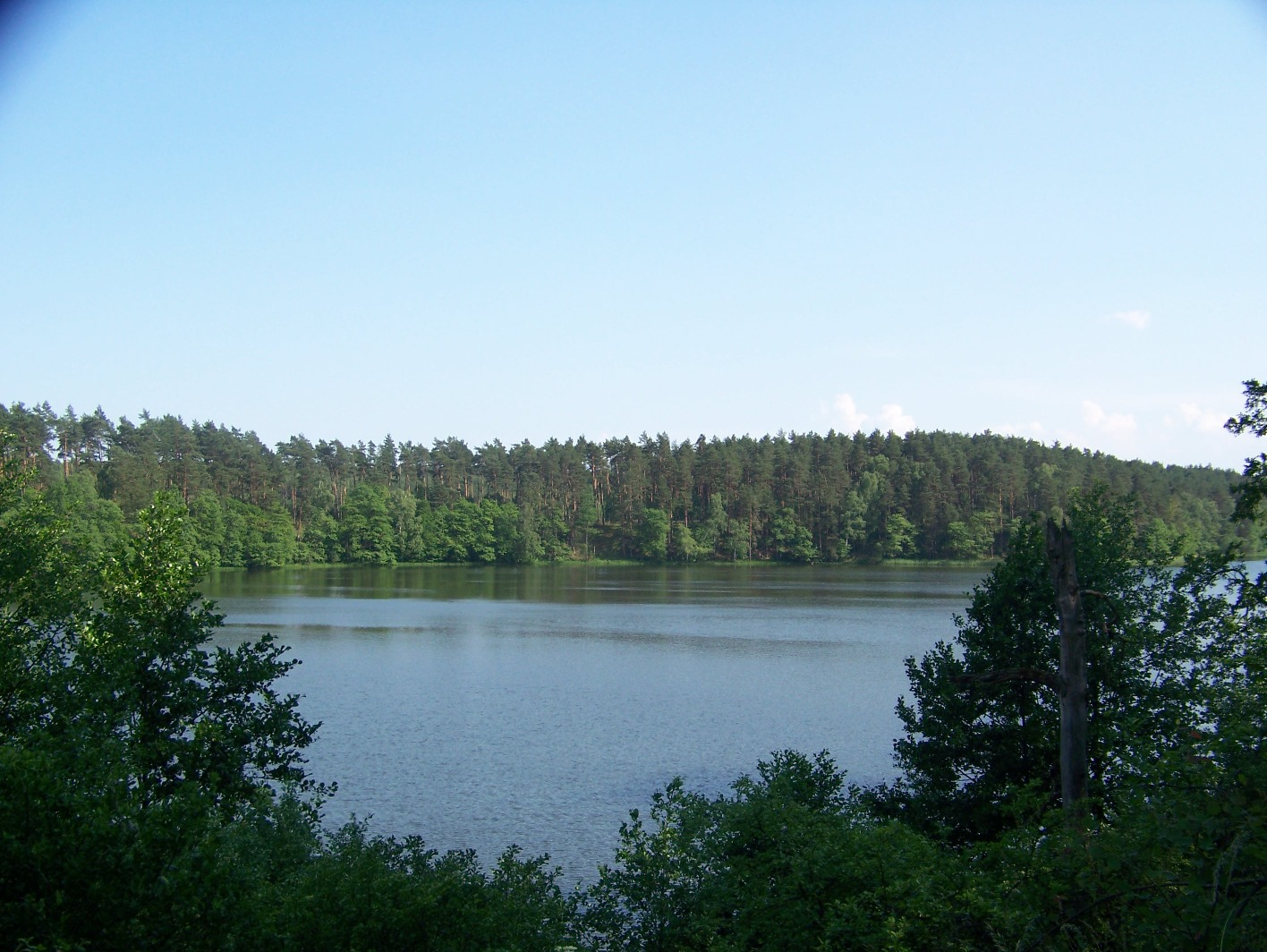

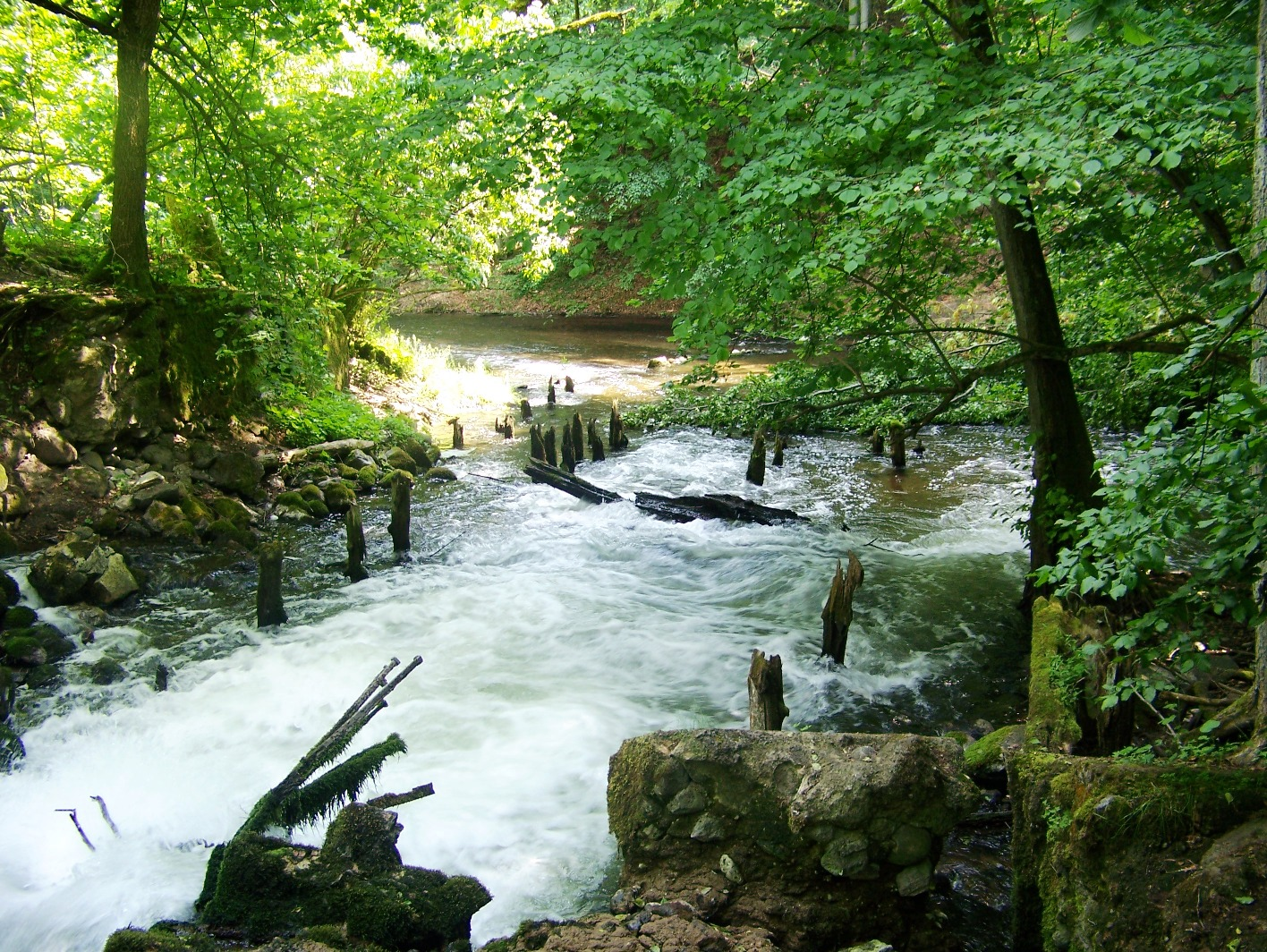

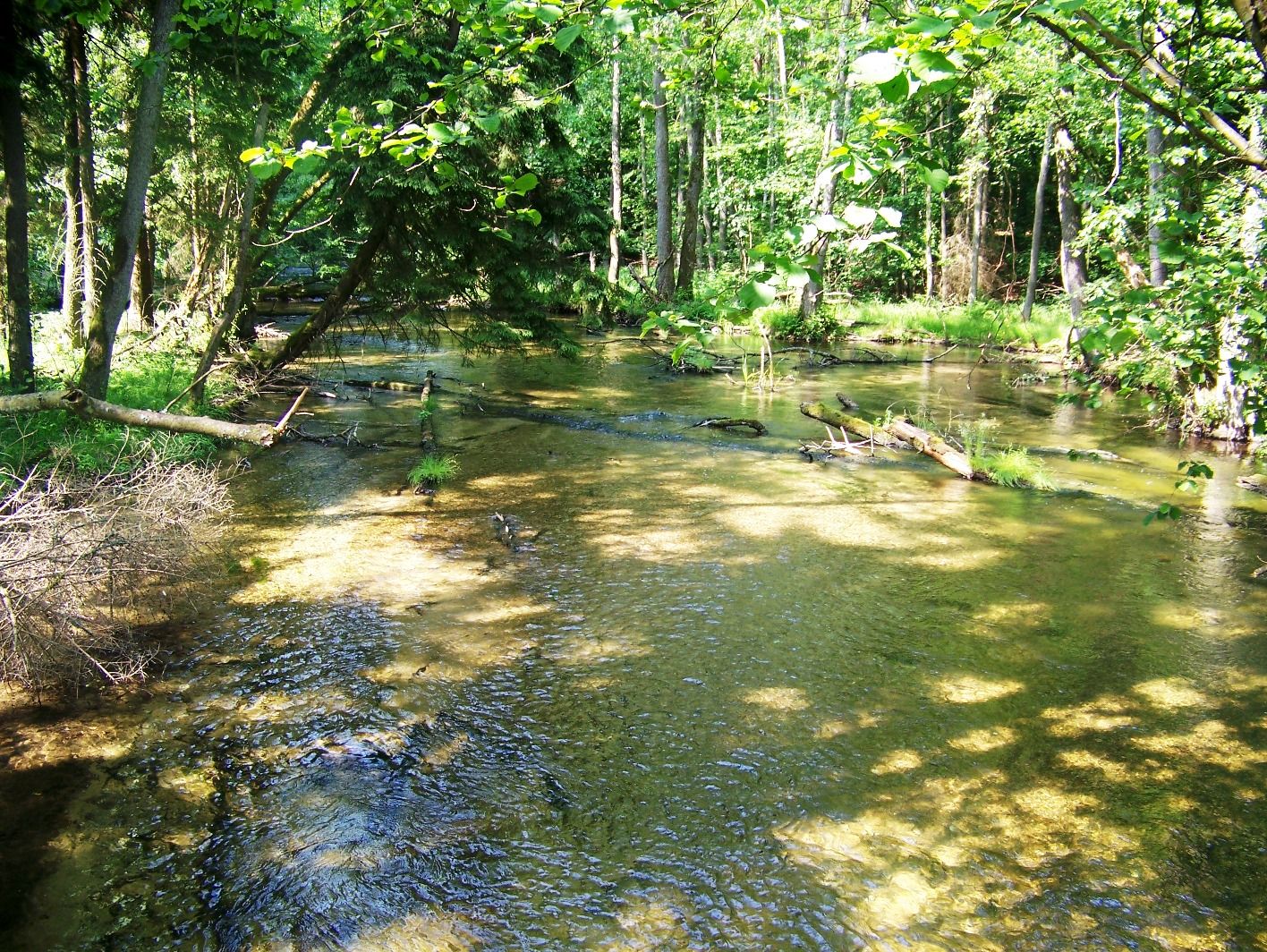

德拉瓦國家公園是波蘭的國家公園，位於該國西北部，面積113平方公里，始建於1990年，最高點海拔高度106米，是129種鳥類、40種哺乳類動物、7種爬蟲類動物和13種兩棲類動物的棲息地。

## 外部連結
- Drawa National Park